# (74177) 1998 RZ18
(74177) 1998 RZ18 – planetoida z pasa głównego asteroid okrążająca Słońce w ciągu 4,03 lat w średniej odległości 2,53 j.a. Odkryta 14 września 1998 roku.